# Nephilim
Die Nephilim (hebräisch נְפִילִים nephilim „Riesen“, Mehrzahl von naphíl) waren in der altisraelischen Mythologie riesenhafte Mischwesen, gezeugt von göttlichen Wesen und Menschenfrauen. Die Nephilim waren größer und stärker als Menschen und laut der Bibel die berühmten Helden der Vorzeit.

## Nephilim in der Bibel
Der erste Beleg für das Wort „Nephilim“ in der Bibel findet sich im 1 Mos 6,4 : Göttliche Wesen männlichen Geschlechts (hebräisch בני האלהים benej ha'elohim „Gottessöhne“) begehrten Menschenfrauen und diese wurden von ihnen geschwängert. Die Nachkommen waren die Riesen der Vorzeit.
Das Wort „Nephilim“ erscheint noch einmal in 4 Mos 13,32-33 , wo die Söhne des Anak, die riesenhaften Anakiter, mit ihnen verglichen werden.
Ob „Nephilim“ eine allgemeine Bezeichnung für Riesen oder einfach hünenhafte Menschen ist oder ob „Nephilim“ nur die von den Göttersöhnen gezeugten Wesen bezeichnet, wird aus den angeführten Stellen nicht klar. In der Septuaginta wurde das Wort einfach mit „Riesen“ (altgriechisch γίγαντες gígantes) übersetzt. Eine andere Interpretation sieht die Nephilim als „gefallene Engel“, abgeleitet vom Wort hebräisch נָפַל naphal, das fallen bedeutet.
Denn es zeigt sich ein Zusammenhang aus dem Wort „Nephilim“ zu der Verbwurzel hebräisch נפל npl, deutsch ‚fallen‘, wobei die Wortbedeutung von „fallen“ einen weiten semantischen Kontext aufweist, so reichen die Interpretationen von „vom Himmel fallen“ bis hin zu „tot umfallen“  oder auch „im Kampfe fallen“.

## Nephilim in den Apokryphen
In den kanonischen Texten werden die Nephilim sonst nicht mehr erwähnt, wohl aber wird ihre Geschichte in den Apokryphen (Apokryphe jüdische Schriften) ausführlich dargestellt, nämlich
- im 1. Buch Henoch,
- im Jubiläenbuch und
- im Gigantenbuch.

In diesen Schriften werden die Göttersöhne meist als Egregoroi (griech. „Wächter“) bezeichnet. Der Inhalt lässt sich etwa wie folgt zusammenfassen:
- Die Göttersöhne/Wächter steigen hinab in die Welt der Menschen.
- Es sind 200 Wächter, ihre Anführer sind 20.
- Shemichaza ist der Oberste.
- Andere Anführer sind Baraq'el und Asasel.
- Angetan von der Schönheit der Menschenfrauen haben sie Gemeinschaft mit ihnen.
- Sie lehren die Menschenkinder verbotene Dinge und Himmelsgeheimnisse.
- Die aus der Gemeinschaft mit Menschenfrauen gezeugten Kinder sind die Riesen, die Nephilim.
- Die Nephilim sind riesig, fressen alles, Vieh und Mensch, und sind eine Bedrückung der Erde.
- Shemichaza hat zwei Söhne, Ohajah und Hawajah.
- Ohajah und Hawajah träumen:
  - Ein Traum: eine riesige Steintafel. Alles wird ausgelöscht, bis auf vier Zeilen. Die eine Version: Die Tafel versinkt im Wasser. Die andere Version: Ein Engel kommt und löscht die Zeilen der Tafel, bis auf vier Zeilen, Worte oder auch Namen.
  - Der andere Traum: ein paradiesischer Garten mit zahlreichen Bäumen. Ein Engel kommt und haut alle Bäume um, bis auf einen mit drei Zweigen.
- Die Träumer können die Träume nicht deuten. Ein Bote wird ausgesandt zu Henoch, dem Schreiber. Der Bote ist Mahawaj, Sohn des Wächters Baraq'el. Der macht eine weite Reise, denn Henoch ist nicht mehr in der Welt.
- Henoch deutet die Träume: Alle Nephilim werden vernichtet werden, die Wächter werden den Untergang ihrer Kinder sehen. Die vier übrig gebliebenen Worte bzw. der Baum mit den drei Zweigen steht für Noach und seine drei Söhne.
- Letzten Endes werden die Wächter gebunden bis zum Ende der Welt und ihre Nachkommen werden in der Sintflut vernichtet.

## Nephilim in der Populärkultur
In einigen präastronautischen Theorien sind Nephilim außerirdische, hochzivilisierte Wesen, die vor mehreren Jahrtausenden die Erde besuchten, sich mit den Menschen verbanden und Kinder zeugten. Diese Interpretation stammt von Zecharia Sitchin, der behauptete, dass die Nephilim und die Söhne Gottes dieselben seien, was im Widerspruch zur biblischen Überlieferung steht. In Gen. 6.1 sind die Nephilim nicht die Wesen, die vom Himmel kommen und Kinder zeugten, sondern die Kinder, die aus solchen Verbindungen entstanden. Das Wort Nephilim wurde von Sitchin zusätzlich dahingehend neu gedeutet. Er behauptete, dass das Wort nephil („Riesen“) nicht der Stamm von Nephilim sei, sondern das Wort naphal („fallen“). In diesem Kontext wird die Namensbedeutung als „vom Himmel gefallen“ bzw. „abgestürzt“ interpretiert. Würde man aber aus naphal ein Substantiv machen, also die Gefallenen würde es naphulim heißen, ein Wort, das in keinem Wörterbuch vorkommt. Später wurde diese Interpretation auch von anderen Autoren wie Erich von Däniken, Jan van Helsing oder David Icke aufgegriffen.
In der Fantasy- und Mystery-Literatur werden sie sehr unterschiedlich rezipiert. So treten sie beispielsweise in Cassandra Clares Chroniken der Unterwelt oder in Danielle Trussonis Angelus als Mischwesen zwischen Menschen und Engeln auf, in Andreas Brandhorsts Äon als Dämonen und in Trussonis Angelus als gefallene Engel. Ihre Rolle folgt dabei keinem Schema, sie können sowohl auf der Seite der „Guten“ als auch der „Bösen“ stehen. In filmischen Umsetzungen erscheinen sie meist als Mischwesen, etwa in der Filmreihe Gefallene Engel, dem Film God’s Army III – Die Entscheidung oder der Serie Akte X (5x17 Alle Seelen). Auch die Neyaphem, eine Rasse, welcher der Mutant Nightcrawler und andere Figuren aus dem Marvel-Universum angehören, basieren lose auf den Nephilim. In der achten Staffel Folge 22 von Supernatural ist das Töten eines der Nephilim die erste Aufgabe zum Schließen des Himmels.
In Spielen wird mit den Vorlagen nochmals freier umgegangen, wobei hier die präastronautischen Nephilim mitverarbeitet werden. Im Pen-&-Paper-Rollenspiel Nephilim von Feder & Schwert gelten sie als Stifter der irdischen Kultur, deren Seelen es zu retten gilt, im Computerspiel Wing Commander: Prophecy erscheinen sie als insektoide Außerirdische. In der Computerspielserie Darksiders werden die vier Apokalyptischen Reiter den Nephilim zugerechnet, hier einem Volk, welches aus einer Verbindung zwischen Dämonen und Engeln entstanden ist. Auch in der Diablo-Reihe von Blizzard spielen sie, hier Nephalem genannt, eine wichtige Rolle. Nephilim können aber auch, wie in den Computerspielen Tomb Raider: The Angel of Darkness oder Lineage II, eigens erschaffen werden oder wie im Sammelkartenspiel Magic: The Gathering schlicht für überdurchschnittliche Stärke stehen. In dem Spiel Devil May Cry sind Nephilim Hybriden, gezeugt durch die Paarung von einem Dämon und einem Engel. Sie treten in menschlicher Gestalt auf, haben übernatürliche Kräfte, können selbst entscheiden zwischen Gut und Böse und nur sie können einen Dämon töten. Im 2024 erschienenen Spiel Indiana Jones and the Great Circle werden die Nephilim im Dialog mit SS-Sturmbannführer Emmerich Voss erwähnt. Sie sollen die siebzehn Steine Noahs beschützt haben.
In der Musik wird gelegentlich auf die Nephilim Bezug genommen, hauptsächlich von Gothic-Rock-, Black-Metal- oder Death-Metal-Bands. So benannten sich Carl McCoys Bands Fields of the Nephilim und The Nefilim nach ihnen. Daneben wurden eine Reihe von Liedern mit Bezug auf die Nephilim von Bands wie Behemoth, Melechesh, Pantokrator, Oceano oder Katatonia aufgenommen. Auch Bands anderer Genres nehmen auf sie Bezug, wie etwa Abingdon Boys School, Rhapsody of Fire oder AFI.

## Angebliche Skelettfunde
Historisch wurde immer wieder von Funden den Nephilim entsprechenden Skeletten berichtet. Zu Beginn des 18. Jahrhunderts meinte man in den bei Claverack nahe Albany 1705 ausgegrabenen großen Knochen und Zähnen die Überreste eines biblischen Riesen erkennen zu können. Zunächst hatte ein Bauer nur einen riesigen Zahn gefunden, der in den Besitz Edward Hydes gelangte, des Gouverneurs von New York und New Jersey, der eine Mitteilung über den Fund an die Royal Society in London sandte. Weitere Grabungen förderten große Knochen zutage. Zeitungen berichteten darüber und die Funde und die Berichte regten die Phantasie der Bewohner Neuenglands an. Unter diesen den Dichter Edward Taylor, der in ihnen die Reste eines Riesen aus der indianischen Mythologie sah. Der puritanische Prediger und Hexenjäger Cotton Mather dagegen sah in den antediluvianischen Funden die Knochen eines der biblischen Riesen. Tatsächlich handelte es sich bei dem incognitum und auch als „Riese von Claverack“ bezeichneten Funden um Fossilien eines Mammuts.
Das Bedürfnis, die physische Existenz biblischer Riesen nachzuweisen, besteht noch heute. So kursieren im Internet immer wieder angebliche Fotos von archäologischen Ausgrabungen von Riesenskeletten. Viele dieser Bilder wurden jedoch bereits als Fakes entlarvt. Es existieren auch Fälschungen, wie zum Beispiel der Gigant von Cardiff.